# Лагоа-Гранди (Минас-Жерайс)
Лагоа-Гранди (порт. Lagoa Grande) — город и муниципалитет в Бразилии, входит в штат Минас-Жерайс. Составная часть мезорегиона Северо-запад штата Минас-Жерайс. Входит в экономико-статистический  микрорегион Паракату. Население составляет 8764 человека на 2006 год. Занимает площадь 1219,891 км². Плотность населения — 7,2 чел./км².

## История
Город основан 27 апреля 1992 года. 

## Статистика
- Валовой внутренний продукт на 2003 год составляет 46 064 935,00 реалов (данные: Бразильский институт географии и статистики).
- Валовой внутренний продукт на душу населения на 2003 год составляет 5593,80 реалов (данные: Бразильский институт географии и статистики).
- Индекс развития человеческого потенциала на 2000 год составляет 0,721 (данные: Программа развития ООН).